# Синтія Кей Маквільямс
Синтія Макуїльямс (англ. Cynthia McWilliams; нар. 15 січня 1982 року) — американська актриса.

## Життєпис
Макуїльямс народилася 1982 року в Німеччині, але виросла в Канзас-Сіті у США. Закінчила Університет Де Поля в Чикаго, а потім вирушила до Лос-Анджелеса, де розпочала акторську кар'єру з другорядної ролі в серіалі Fox «Втеча з в'язниці» (2005—2007). На великому екрані вона дебютувала у фільмі 2006 року « Будинок біля озера».
У 2011 році Макуїльямс мала другорядну роль у серіалі Fox «Влада закону». У 2013 році вона почала зніматися в пародійному серіалі BET Real Husbands of Hollywood. Свою першу головну роль вона отримала у 2015 році, знімаючись у драматичному пілоті Love Is a Four Letter Word для NBC. Пізніше в 2015 році вона приєдналася до четвертого сезону серіалу ABC «Нешвілл».

## Вибрана фільмографія
| Рік       |    | Українська назва          | Оригінальна назва               | Роль                                                               |
| --------- | -- | ------------------------- | ------------------------------- | ------------------------------------------------------------------ |
| 2005—2007 | с  | Втеча з в'язниці          | Prison Break                    | Кейсі Франклін                                                     |
| 2006      | ф  | Будинок біля озера        | The Lake House                  | Ванесса                                                            |
| 2011      | с  | Влада закону              | The Chicago Code                | Ліллі                                                              |
| 2014—2017 | мс | Кларенс                   | Clarence                        | різні ролі                                                         |
| 2015      | с  | Нешвіл                    | Nashville                       | Габріелла Меннінг                                                  |
| 2015      | мс | Ми звичайні ведмеді       | We Bare Bears                   | Оператор 911, офіціант парку, офіціантка, додаткові голоси (голос) |
| 2017—2018 | с  | Детектив Босх             | Bosch                           | детектив Джоан Беннетт                                             |
| 2020      | тф | Зовсім інша магія         | Upside-Down Magic               | професор Аргон                                                     |
| 2021      | мс | А що як...?               | What If…?                       | Гамора                                                             |
| 2022      | с  | Останні дні Птолемея Грея | The Last Days of Ptolemy Grey   | Сенсія                                                             |
| 2025      | мф | Відьмак: Сирени глибин    | The Witcher: Sirens of the Deep | Дахут                                                              |